# Салют-2
Салют-2 (ОПС-1) е съветска космическа станция, изстреляна на 4 април 1973 г. по програмата за военни орбитални пилотирани станции на СССРАлмаз. Станцията тежи 18,5 тона. Изведена е на орбита с ракета-носител Протон-К от космодрума Байконур. Параметри на орбитата: перигей -216 км, апогей – 248 км, наклон – 51,6°. На 11 април само 11 дни след изстрелването се случва инцидент и четири слънчеви панела са разрушени, Салют-2 губи цялото си електрозахранване. На 13-ия ден от полета става разхерметизация на станцията, а на 25 април прекъсва получаването на телеметрична информациия от борда ѝ След 54 дни в орбита, станцията навлиза обратно в атмосферата на 28 май 1973 г. и пада в океана около Австралия.
На 28 май ТАСС обявява, че „програмата на полета е завършена“ (без да прибави „успешно“). Анализът на причините за неуспеха води до предположението за неправилна работа на двигателите с последващо изгаряне корпуса на Салют-2. За работа на станцията е подготвян екипажът на Попович и Артюхин.